# Grand Prix USA 2005

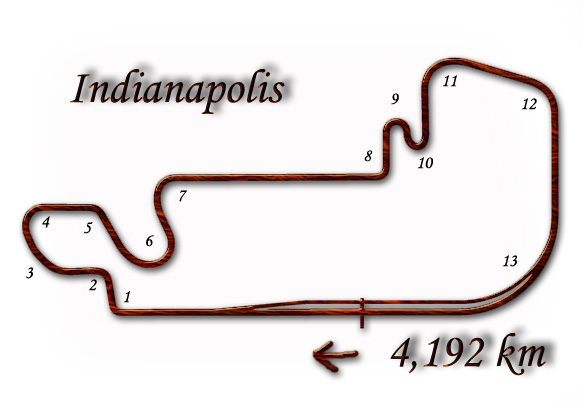

Grand Prix USA XXXIV United States Grand Prix
- 19. červen 2005
- Závodní okruh v Indianapolis
- 73 kol x 4,192 km = 306,016 km
- 740. Grand Prix
- 84. vítězství Michaela Schumachera
- 183. vítězství pro Ferrari

## Výsledky
| Pozice | Jezdec               | Vůz            | Čas         |
| ------ | -------------------- | -------------- | ----------- |
| 1      | Michael Schumacher   | Ferrari F 2005 | 1h29:43.181 |
| 2      | Rubens Barrichello   | Ferrari F 2005 | á 0:01"522  |
| 3      | Tiago Monteiro       | Jordan EJ 15   | á 1 kolo    |
| 4      | Narain Karthikeyan   | Jordan EJ 15   | á 1 kolo    |
| 5      | Christijan Albers    | Minardi PS 05  | á 2 kola    |
| 6      | Patrick Friesacher   | Minardi PS 05  | á 2 kola    |
| Kolo   | Odstoupili           | -              | -           |
| 0      | Kimi Räikkönen       | McLaren MP4/20 | Nestartoval |
| 0      | Felipe Massa         | Sauber C 24    | Nestartoval |
| 0      | Mark Webber          | Williams FW 27 | Nestartoval |
| 0      | Ralf Schumacher      | Toyota TF 105  | Havárie     |
| 0      | David Coulthard      | Red Bull RB 1  | Nestartoval |
| 0      | Christian Klien      | Red Bull RB 1  | Nestartoval |
| 0      | Jacques Villeneuve   | Sauber C 24    | Nestartoval |
| 0      | Jarno Trulli         | Toyota TF 105  | Nestartoval |
| 0      | Juan Pablo Montoya   | McLaren MP4/20 | Nestartoval |
| 0      | Jenson Button        | B.A.R 007      | Nestartoval |
| 0      | Nick Heidfeld        | Williams FW 27 | Nestartoval |
| 0      | Takuma Sató          | B.A.R 007      | Nestartoval |
| 0      | Fernando Alonso      | Renault R 25   | Nestartoval |
| 0      | Giancarlo Fisichella | Renault R 25   | Nestartoval |
| 0      | Ricardo Zonta        | Toyota TF 105  | Nestartoval |

### Nejrychlejší kolo
- Michael SCHUMACHER Ferrari 	1'11.497 - 211.075 km/h

### Vedení v závodě
- 1-26 kolo Michael Schumacher
- 27-48 kolo Rubens Barrichello
- 49-73 kolo Michael Schumacher

### Postavení na startu
- Zelená- jezdci po zahřívacím kole zajeli do boxu

| 1. řada  | 1                  | 2                    |
|          | Jarno Trulli       | Kimi Räikkönen       |
|          | Toyota             | McLaren              |
|          | 1'10.625           | 1'10.694             |
| 2. řada  | 3                  | 4                    |
|          | Jenson Button      | Giancarlo Fisichella |
|          | BAR                | Renault              |
|          | 1'11.277           | 1'11.290             |
| 3. řada  | 5                  | 6                    |
|          | Michael Schumacher | Fernando Alonso      |
|          | Ferrari            | Renault              |
|          | 1'11.369           | 1'11.380             |
| 4. řada  | 7                  | 8                    |
|          | Rubens Barrichello | Takuma Sato          |
|          | Ferrari            | BAR                  |
|          | 1'11.431           | 1'11.497             |
| 5. řada  | 9                  | 10                   |
|          | Mark Webber        | Felipe Massa         |
|          | Williams           | Sauber               |
|          | 1'11.527           | 1'11.555             |
| 6. řada  | 11                 | 12                   |
|          | Juan Pablo Montoya | Jacques Villeneuve   |
|          | McLaren            | Sauber               |
|          | 1'11.681           | 1'11.691             |
| 7. řada  | 13                 | 14                   |
|          | Ricardo Zonta      | Christian Klien      |
|          | Toyota             | Red Bull             |
|          | 1'11.754           | 1'12.132             |
| 8. řada  | 15                 | 16                   |
|          | Nick Heidfeld      | David Coulthard      |
|          | Williams           | Red Bull             |
|          | 1'12.430           | 1'12.682             |
| 9. řada  | 17                 | 18                   |
|          | Tiago Monteiro     | Christijan Albers    |
|          | Jordan             | Minardi              |
|          | 1'13.462           | 1'13.632             |
| 10. řada | 19                 | 20                   |
|          | Narain Karthikeyan | Patrick Friesacher   |
|          | Jordan             | Minardi              |
|          | 1'13.776           | 1'14.494             |
| -------- | ------------------ | -------------------- |

### Zajímavosti
- V pátečním tréninku vážně havaroval Ralf Schumacher, to rozpoutalo vášnivou diskusi o kvalitě pneumatik Michelin.
- Michelin odmítl převzít zodpovědnost za kvalitu a bezpečnost svých pneumatik. A doporučil vozům s jeho pneumatikami nenastoupit do závodu.
- Závodu se zúčastnilo pouze 6 vozů obouvající Bridgestone, ostatní vozy s Michelin zajely po zaváděcím kole do boxů.
- Pro Ferrari to byl 70. double
- Michael Schumacher byl po 140. na pódiu
- Toyota poprvé stála na pole position
- První pódium pro Tiago Monteira a pro Portugalsko
- První body pro Indii a Naraina Karthikeyana